# Phrynobatrachus ruthbeateae
Phrynobatrachus ruthbeateae es una especie de anfibio anuro de la familia Phrynobatrachidae.

## Distribución geográfica
Esta especie es endémica de Camerún. 
Se encuentra a 659 m sobre el nivel del mar.

## Etimología
Esta especie lleva el nombre en honor a Ruth-Beate Rödel, la madre de Mark-Oliver Rödel.

## Publicación original
- Rödel, Doherty-Bone, Kouete, Janzen, Garrett, Browne, Gonwouo, Barej & Sandberger, 2012 : A new small Phrynobatrachus (Amphibia: Anura: Phrynobatrachidae) from southern Cameroon. Zootaxa, n.º 3431, p. 54–68.[3]